# Schecter

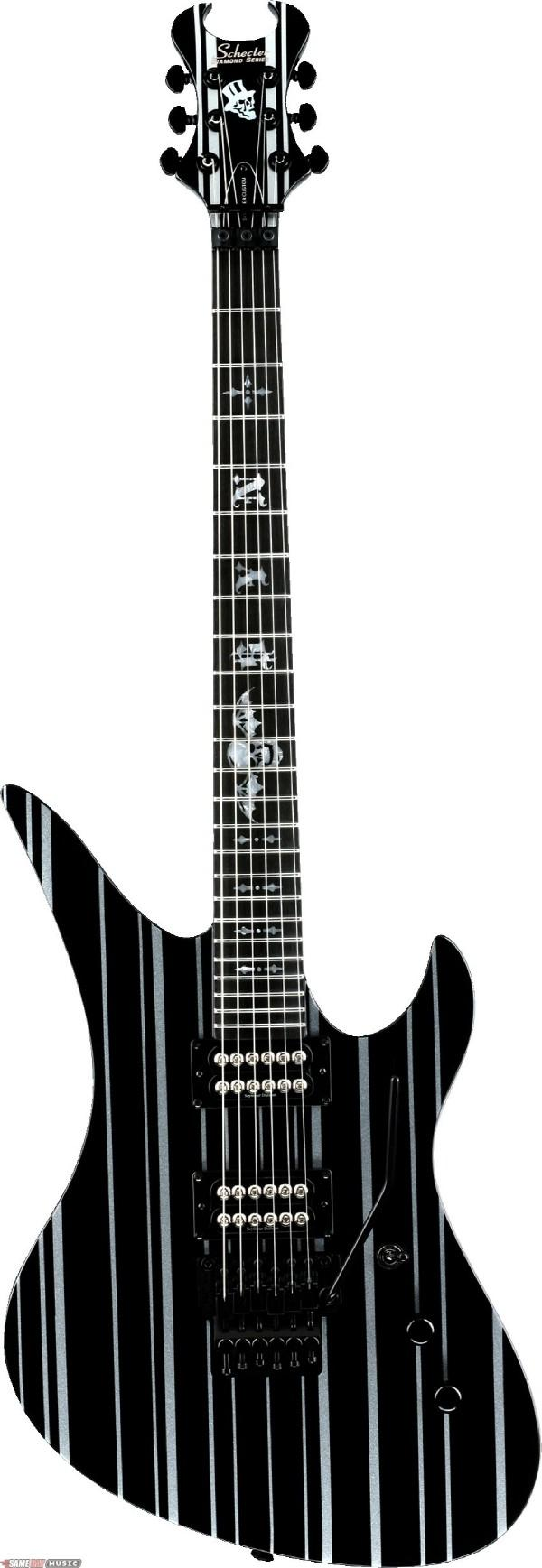
Schecter-gitaar van Synyster Gates (Avenged Sevenfold)

Schecter (voluit Schecter Guitar Research) is een gitaarmerk dat origineel uit de Verenigde Staten komt. Het bedrijf is in 1976 opgericht door David Schecter. Het bedrijf was begonnen als een klein familiebedrijfje dat alleen gitaaronderdelen produceerde voor onder andere Fender. Tegenwoordig is Schecter vooral bekend om hun metal-gitaren en -basgitaren, maar hun lijn beperkt zich niet tot op die stijl gerichte instrumenten. Tot voor kort was het merk nauwelijks in de Europese Unie verkrijgbaar omdat er slechts één man was die de invoerrechten voor het merk had.

## Gitaristen
Schecters worden/werden gebruikt door onder anderen Robert Smith (heeft een eigen signature model), Pete Townshend, Prince, Yngwie Malmsteen en John Norum. De bands Avenged Sevenfold en Butcher Babies gebruiken ook Schecters. Vroeger gebruikte Mark Knopfler van Dire Straits tot 1986 Schecters, namelijk de Stratocaster modellen, die, na de overname in 1987 door Hisatake Shibuya van ESP Guitars, niet meer geproduceerd worden. Ook Papa Roach gebruikt dit merk gitaren. De bassist van Stone Temple Pilots speelt een Schecter basgitaar.
De gitarist van de band Nevermore (Jeff Loomis) heeft een eigen gitaarlijn bij Schecter.